# ژان پرتانت
ژان پرتانت شاعر و نویسنده اهل لوکزامبورگ در سال ۱۹۵۰ در شهر دیفردانژ به دنیا آمد.ژان پرتانت داور جایزه پولینر و برنده جایزه مالارمه است  .

## زندگی‌نامه
ژان پرتانت زاده شهر دیفردانژ در جنوب لوکزامبورگ در سال ۱۹۵۰ از پدر و مادر مهاجر ایتالیایی است. و در تمام قالب‌های شعری و نوشته‌هایش این سردگمی بین فرهنگ و زبان ایتالیایی و زبانهای آلمانی، فرانسوی و لوکزامبورگی که زبان متداول در کشور لوکزامبورگ می‌باشد بچشم می‌خورد در سال ۱۹۵۰ درزمانی چشم به چهان گشود که پدر و مادرش به تازگی به کشور کوچک دوک نشین لوکزامبورگ مهاجرت کرده بودند. او از ابتدا درگیر زبانهای گوناگون و عجیب بود. در این میان زبان فرانسوی را به عنوان زبان نخست برگزید. خود او زبان فرانسوی را زبانی عجیب می‌خواند که همچنان چیزهایی برای آموختن دارد او در سن ۳۳ سالگی به نویسندگی روی آورد. پیش از آن در نانسی تحصیل می‌کرد و در شورش‌های مه ۱۹۶۸ فرانسه نیز حضور فعال داشت. در۱۹۸۳ در زمانی که به پاریس نقل مکان کرده بود نخستین اشعارش را بنام «آتش و گل» نگاشت. اقامت درازمدت او در آمریکای جنوبی باعث شد تا آشنایی عمیقی با فرهنگ و مخصوصاً زبان اسپانیایی پیدا کند و در این مدت، زمان کافی برای نگاشتن شعر پیدا کرد. او بمدت بیست سال به ترجمه آثار «خوان ژلمن» و «گنزالو رخاس» و دهها اثر اسپانیایی، انگلیسی و لوکزامبورگی نیز پرداخت  . او اکنون عضو آکادمی مالارمه و همچنین از داوران جایزه آپولینر می‌باشد.

## جوایز
در سال ۲۰۰۳ جایزه بزرگ Société des gens de lettres را بابت مجموعه آثارش برنده شد. برنده جایزه مالارمه برای رمان «خانم هاروی» یا خاطرات نهنگ برنده جایزه سروه prix Sevais برای بهترین کتاب سال در سال ۲۰۰۹ مجله ادبی ترانسکریت (TRANSKRIT) را برای ترجمه آثار فرهنگی مدرن پایه‌گذاری کرد  .
- جایزه Rutebeuf در سال ۱۹۸۶ برای Horizon
- جایزه Tony Bourg به سال ۱۹۹۳ برای Ouvert Fermé
- جایزه Servais به سال ۱۹۹۴ برای Mrs Haroy
- جایزه Mallarmé به سال ۲۰۰۳ برای L'étrange langue
- جایزه Batty Weber به سال ۲۰۱۱ برای مجموعه آثار وی.